# KHNP
Korea Hydro & Nuclear Power (KHNP) je společnost zabývající se provozem a výstavbou jaderných, vodních elektráren a dalších obnovitelných zdrojů. Jedná se o dceřinou společnost korejské korporace KEPCO, která se věnuje výrobě a distribuci elektrické energie v Jižní Koreji a z této korporace byla KHNP také v roce 2001 vydělena.
Ještě pod KEPCO byly v Jižní Koreji čtyři jaderné elektrárny, první z nich otevřela v roce 1978. V roce 2024 společnost provozuje 9 jaderných elektráren, 37 vodních elektráren, 16 přečerpávacích elektráren, 67 fotovoltaických elektráren a další zdroje s celkovým instalovaným výkonem 31 462 MW (z toho 26 050 MW jaderné zdroje). V roce 2024 vyráběla asi třetinu korejské produkce elektřiny.
Společnost působí také mimo Jižní Koreu, hlavně v oblasti výstavby elektráren. Staví vodní elektrárny v Pákistánu a Indonésii, provozuje větrné elektrárny ve Spojených státech a fotovoltaické elektrárny v Chile. V oblasti jaderné energetiky staví jadernou elektrárnu Baráka ve Spojených arabských emirátech, podílí či podílela se také na stavbě jaderné elektrárny El-Dabaa v Egyptě, závodu pro odstraňování tritia v jaderné elektrárně Cernavodă v Rumunsku a rekonstrukci prvního bloku elektrárny tamtéž. Podílí se také na projektu ITER.

## Stavba jaderných elektráren v zahraničí
KHNP používá při výstavbě reaktory APR-1400, které byly k provozu schváleny v roce 2002 v Koreji, v roce 2017 v Evropské unii a v roce 2018 ve Spojených státech. V Jižní Koreji byl reaktor tohoto typu uveden do provozu v roce 2016 v jaderné elektrárně Kori, mimo Koreu pak v roce 2021 v jaderné elektrárně Baráka ve Spojených arabských emirátech. Pro použití v Evropské unii by vyvinut také reaktor APR1000, který byl schválen k provozu v EU v roce 2023.
KHNP se s technologií chce prosadit také v dalších státech, mj. v Polsku, Egyptě a Saúdské Arábii. Společnost se také uchází o výstavbu elektráren v Česku a na Slovensku.
V červenci 2024 česká vláda rozhodla, že KHNP bude stavět nové jaderné bloky v jaderné elektrárně Dukovany (zatím půjde o dva reaktory APR1000). Podle odhadů české vlády celkové náklady projektu dosáhnou 400 miliard korun. Dohodu mezi KHNP a společností ČEZ údajně podpořil jihokorejský prezident Jun Sok-jol, později odvolaný během korejské ústavní krize. KHNP ve výběrovém řízení nabídla, že je připravena zapojit české firmy na budování nových jaderných bloků až ze 65 %. V březnu 2025 KHNP garantovala 20 % spoluúčast českých firem.
KHNP vedla spor s americkým koncernem Westinghouse, který tvrdil, že reaktor pro Česko není společnost KHNP oprávněna používat, protože zařízení obsahuje technologii Westinghousu. Šlo o technologii americké společnosti Combustion Engineering, reaktor System 80+, na základě které KECPO vyvinulo vlastní reaktor OPR-1000. Technologie byla prodána KEPCO s tím ji smí používat pouze v Koreji. Na základě EPR-1000 KNHP vyvinula reaktory APR-1400 a APR1000, Westinghouse v roce 2000 odkoupil jaderná aktiva Combustion Engineering. KHNP a Westinghouse se následně přely, zda omezení exportu platí i na vylepšenou technologii, nebo zda jsou změny natolik významné, že lze zařízení považovat za zcela nové. Úřad pro ochranu hospodářské soutěže vydal koncem října 2024 předběžné opatření, kterým zakazuje uzavření smlouvy s firmou KHNP na stavbu nového jaderného zdroje v Dukovanech. Po dohodě s Westinghousem se KHNP stáhla v roce 2025 z většiny evropských projektů. Měla také Westinghousu zaplatit 150 mil. dolarů za použití technologií v minulosti a zavázat se k subdodávkám pro Westinghouse ve všech exportních jaderných projektech.
Smlouva na výstavbu nových bloků v Dukovanech nebyla v květnu 2025 uzavřena, kdy její podpis zablokovala francouzská společnost Électricité de France, neúspěšný uchazeč ve výběrovém řízení na stavbu nových bloků. I přesto KNHP v květnu 2025 uzavřela smlouvy o spolupráci při subdodávkách při výstavbě s českými společnostmi Doosan Škoda Power, Škoda JS, ÚJV Řež, Metrostav DIZ, OSC, ZAT, Nuvia a I&C Energo. Předběžné opatření Krajského soudu v Brně, které podpis smlouvy zakazovalo, pak bylo dne 4. 6. 2025 zrušeno Nejvyšším správním soudem a smlouva na výstavbu nových bloků v Dukovanech byla několik hodin po oznámení podepsána.